# Saint-Malo-en-Donziois
Saint-Malo-en-Donziois è un comune francese di 135 abitanti situato nel dipartimento della Nièvre nella regione della Borgogna-Franca Contea.

## Monumenti e luoghi d'interesse
Nel territorio comunale era sita l'abbazia di Bourras, dell'cistercense, risalente agli inizi del XII secolo e chiusa durante la Rivoluzione francese, della quale rimangono in situ la casa dell'abate commendatario, trasformata in una grande casa signorile di campagna, e gli edifici dedicati all'agricoltura, che oggi ospitano una fattoria.

## Società

### Evoluzione demografica
Abitanti censiti